# Ignacio Rota
Ignacio Romeo Antonio Rota (n. 27 de diciembre de 1890 - f. diciembre 1965) fue un futbolista, árbitro, entrenador y director deportivo argentino. Como futbolista se desempeñaba como defensor y jugó para Rosario Central, donde una vez retirado ocupó diversos cargos relacionados con la actividad: fue árbitro, dirigente y entrenador. Su hermano menor Juan también fue jugador de fútbol.

## Carrera
Debutó en el Rosario Central, el equipo canalla en 1909, formando una recordada pareja de backs con Zenón Díaz. Rota fue titular inamovible en la zaga canalla.
Tras el cisma producido en la Liga Rosarina de Football que derivó en la creación de la efímera Federación Rosarina de Football, Rosario Central dio inicio a un lustro plagado de consagraciones. 

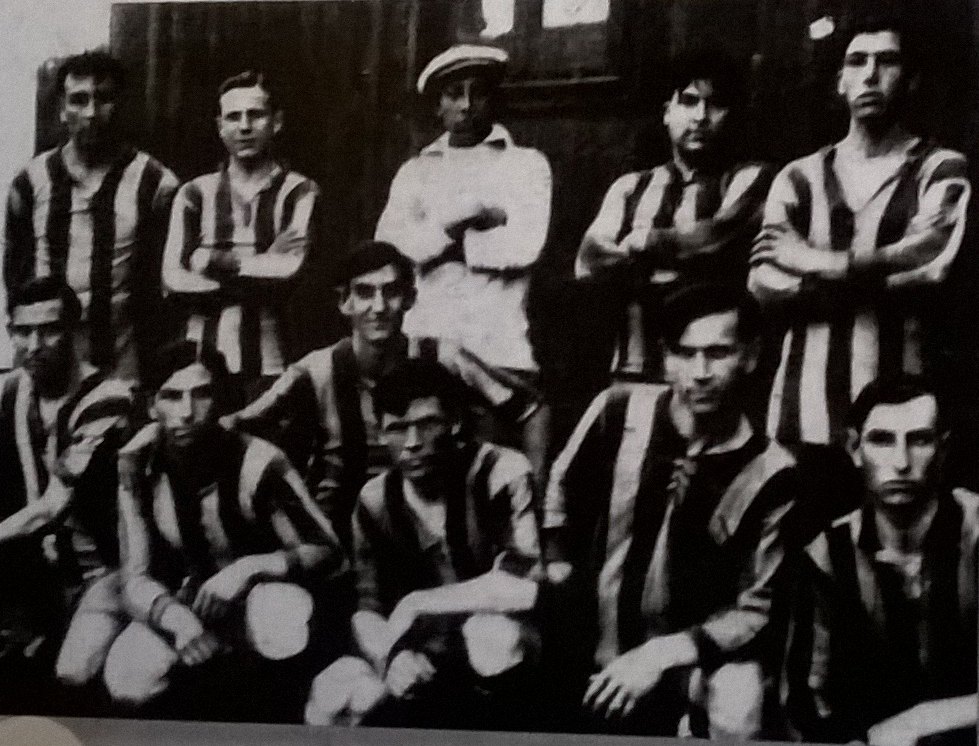
Rosario Central en 1912; Rota aparece en cuarto lugar entre los que están de pie, de izquierda a derecha.

En 1913 se coronó en la liga organizada por la FRF, aunque el título más importante fue el que significó el primer lauro a nivel nacional para el club: la Copa de Competencia de la Federación Argentina de Football. Con la reunificacipón de la Liga rosarina, Central obtuvo el campeonato de la Copa Nicasio Vila por cuatro años consecutivos (desde 1914 hasta 1917); sumó también otras tres coronaciones en copas nacionales al consagrarse en la Copa Ibarguren 1915 y en las copas de Honor y de Competencia Jockey Club, ambas en 1916.

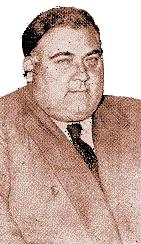
Rota formó parte de la subcomisión de fútbol de Central en las décadas de 1930 y 1940.

Dejó la actividad por primera vez al finalizar la temporada 1917; dejó lugar a Patricio Clarke y a Florencio Sarasíbar, quien habría de reemplazar más adelante al legendario Zenón Díaz.
Durante 1920 tuvo una breve reaparición en la Copa Vila de ese año, en un torneo accidentado, ya que Rosario Central junto a otros equipos debieron dejar la competición al producirse un nuevo cisma en la organización del fútbol rosarino. Sumó finalmente en el club auriazul 111 presencias (este número puede ser mayor ya que no se cuenta con información del todo completa sobre los primeros años del fútbol organizado en la ciudad de Rosario).
Luego de su retiro se dedicó a la función de árbitro de fútbol; más tarde fue integrante durante varios años de diversas comisiones directivas de Rosario Central. Fungió además el cargo de entrenador, llegando a hacerse cargo de la primera división de Colón en 1948.

## Clubes
| Club            | País      | Año            |
| --------------- | --------- | -------------- |
| Rosario Central | Argentina | 1909-1917/1920 |

## Palmarés

### Torneos nacionales oficiales
| Equipo          | País      | Título                          | Año  |
| --------------- | --------- | ------------------------------- | ---- |
| Rosario Central | Argentina | Copa de Competencia             | 1913 |
| Rosario Central | Argentina | Copa Ibarguren                  | 1915 |
| Rosario Central | Argentina | Copa de Honor                   | 1916 |
| Rosario Central | Argentina | Copa de Competencia Jockey Club | 1916 |

### Torneos locales oficiales
| Equipo          | País      | Título                          | Año  |
| --------------- | --------- | ------------------------------- | ---- |
| Rosario Central | Argentina | Copa Damas de Caridad           | 1910 |
| Rosario Central | Argentina | Federación Rosarina de Football | 1913 |
| Rosario Central | Argentina | Copa Vila                       | 1914 |
| Rosario Central | Argentina | Copa Damas de Caridad           | 1914 |
| Rosario Central | Argentina | Copa Vila                       | 1915 |
| Rosario Central | Argentina | Copa Damas de Caridad           | 1915 |
| Rosario Central | Argentina | Copa Vila                       | 1916 |
| Rosario Central | Argentina | Copa Damas de Caridad           | 1916 |
| Rosario Central | Argentina | Copa Vila                       | 1917 |